# Долинська сільська рада (Бердянський район)
| Долинська сільська рада — колишній орган місцевого самоврядування у Бердянському районі Запорізької області з адміністративним центром у с. Долинське. Сільській раді були підпорядковані населені пункти: - с. Долинське - с. Коза - с. Кримка - с. Оленівка - с. Шевченкове |

## Склад ради
Рада складалася з 16 депутатів та голови.

## Керівний склад сільської ради
| ПІБ                           | Основні відомості                                                         | Дата обрання | Дата звільнення |
| ----------------------------- | ------------------------------------------------------------------------- | ------------ | --------------- |
| Іващенко Тетяна В'ячеславівна | Сільський голова, 1958 року народження, освіта, позапартійна              | 26.03.2006   | 31.10.2010      |
| Пелешко Віталій Володимирович | Сільський голова, 1975 року народження, освіта вища, член Партії регіонів | 31.10.2010   |                 |

Примітка: таблиця складена за даними джерела